# 中崎冬
中崎冬是日本漫畫家。

## 作品
- 小子來也、全9冊、原名《Who is 風生!?（日语：Who is 風生!?）》
- 俏妞神槍手、全9冊、原名《えとせとら》
- 雷星傳Jupiter O.A.、3冊待續、原名、原作：和智正喜
  1. ISBN 9789861018287
  2. ISBN 9789861018294
- 原名、全1冊
- 原名、全1冊

## 師匠
- 風童じゅん（日语：風童じゅん）

## 外部連結
- （日語）